# 胡尚礼
胡尚礼（1915年—2003年），男，山西解县人，中华人民共和国军事人物，中国人民解放军少将，曾任武汉军区政治部副主任，河南省军区政治委员，河南省革命委员会副主任，第四、五届全国人大代表。